# جنوبی‌کپی انامی
جنوبی‌کپی انامی با نام علمی Australopithecus anamensis گونه‌ای از سردهٔ کپی‌های جنوبی بود که حدود چهار میلیون سال پیش در جنوب دریاچهٔ ترکانا در کنیای امروزی می‌زیست. نزدیک به 100 فسیل از این موجود در کنیای امروزی پیدا شده است. این کپی ابزارسازی نمی‌کرد و هنوز کاملاً دوپا نبود. بینی‌اش بیشتر به اورانگوتان شباهت داشت. نام این گونهٔ کپی از انام گرفته شده‌است که در زبان ترکانایی به معنی دریاچه است.